# Johann Julius Anckelmann
Johann Julius Anckelmann (* 1692 in Hamburg; † 1761 ebenda) war ein deutscher Jurist und Oberaltensekretär der Freien und Hansestadt Hamburg.

## Herkunft
Anckelmann stammt aus der Kaufmanns-, Rats- und Gelehrtenfamilie Anckelmann und wurde als Sohn des Hamburger Oberalten und Ratsherrn Caspar Anckelmann (1634–1698) und dessen Ehefrau Katharina Margaretha Möhlmann, Tochter des Oberalten Johann Möhlmann (1607–1671), geboren.
Der Anckelmannplatz und die Anckelmannstraße in Hamburg wurden nach dieser Familie benannt.

## Leben
Anckelmann besuchte die Gelehrtenschule des Johanneums und ab 1709 das Akademische Gymnasium in Hamburg. Nach seiner Schulbildung studierte er Jurisprudenz bei Johann Jacob Mascov an der Universität Leipzig und an der Universität Groningen, an der er am 19. Mai 1720 als Lizenziat beider Rechte, des kanonischen und weltlichen Rechts, promoviert wurde. Er kehrte zurück nach Hamburg und ließ sich hier als Advokat nieder. Am 11. Oktober 1727 wurde er, als Nachfolger des zum Senator gewählten Hartwig Johann Moller, zum Oberaltensekretär gewählt. Am 4. März 1756 trat er aus gesundheitlichen Gründen, mit Beibehaltung seines Gehalts, von diesem Amt zurück. Sein Nachfolger wurde der spätere Senator Justus Vincent Ritter. Anckelmann starb im Jahr 1761 in Hamburg.

## Werke (Auswahl)
- Diss. de expectativis in feuda Imperii. Immanuel Tietz, Leipzig 1719, urn:nbn:de:gbv:3:1-661236 (Digitalisat der Universitäts- und Landesbibliothek Sachsen-Anhalt).
- Diss. inaug. Theses miscellaneae ex jure naturae, jure publico, jure civile et jure canonico selectae. Velsen, Groningen 1720 (Volltext in der Google-Buchsuche).
- Drittes Jahr des Patrioten. Hamburg 1730.
- Denkmal auf Johann Adolph Hoffmanns Ableben. Hamburg 1731.